# غول هوهانس
غول هوهانس (ارمنی: Ղուլ Հովհաննես؛ انگلیسی: Łul Yovhannes زادهٔ ح. ۱۷۴۰ - درگذشته ۱۸۳۴)، عاشوق اهل ارمنستان بود. d:Q106584060

## زندگی‌نامه
وی در ح. ۱۷۴۰ در جلفای نو، اصفهان به دنیا آمد وی شاگرد هاروتیون اوغلی بود.. وی در ۱۸۳۴ در حدود سن ۹۴ سالگی درگذشت.